# Simpson and Ashland
Simpson and Ashland är en civil parish i kommunen Milton Keynes i Storbritannien. Den ligger i grevskapet Buckinghamshire och riksdelen England, i den södra delen av landet, 70 km nordväst om huvudstaden London. Orten har 1 142 invånare (2011).